# Ipeľský Sokolec
Ipeľský Sokolec (do roku 1948 slovensky Sakáloš, maďarsky Szakálos, Ipolyszakálos) je obec na Slovensku v okrese Levice.
V obci je římskokatolický kostel Krista Krále z roku 1714.

## Geografie
Obec leží ve východní části Podunajské nížiny na pravém břehu řeky Ipeľ, která tvoří státní hranici s Maďarskem. Na dolním konci obce přibírá Ipeľ malý potok Jelšovka. Centrum obce leží v nadmořské výšce 116 metrů a je vzdáleno asi 19 kilometrů od města Želiezovce, 20 kilometrů od Šah a 33 kilometrů od Levic.
Sousedními obcemi jsou na severu Lontov a Kubáňovo, na severovýchodě Tésa, na východě Perőcsény, na jihu Vámosmikola, na jihozápadě Bielovce a na západě Šalov.